# 學天則 (小惑星)
學天則（がくてんそく、9786 Gakutensoku）は小惑星帯に位置する小惑星。群馬県の小林隆男が発見した。
1928年に大阪毎日新聞が大礼記念京都博覧会に出品した東洋で初めてのロボット、學天則から命名された。